# Brookline (Massachusetts)
Pour les articles homonymes, voir Brookline.
Ne doit pas être confondu avec Brooklyn.
Brookline  (en anglais : [ˈbɹʊklaɪn]) est une ville située dans l'État du Massachusetts, aux États-Unis, dans le comté de Norfolk. Elle abrite une population de 59,180 (2019). La ville de Brookline se trouve dans l'agglomération de Boston et borde six de ses quartiers: Allston, Brighton, Fenway – Kenmore, Mission Hill, Jamaica Plain et West Roxbury. La ville de Newton se trouve à l'ouest de Brookline. 
Dans sa liste 2020 des meilleurs endroits où vivre, Niche, le site Web de classement et d'évaluation, a placé Brookline comme le meilleur endroit où vivre dans le Massachusetts et le 10e en Amérique. 
La ville est célèbre pour être le lieu de naissance de John Fitzgerald Kennedy. Sa maison natale, située au 83 Beals Street, est aujourd'hui un musée. Selon la volonté de Rose Kennedy, sa mère, tout a été reconstitué comme à l'époque de la naissance de JFK.

## Personnalités
- Saul Bellow (1915-2005) homme de lettres d'origine canadienne, prix Nobel en 1976, a vécu et est mort à Brookline.
- Michael Dukakis (1933-), homme politique américain, ancien candidat démocrate à la présidence des États-Unis en 1988, né à Brookline.
- John Fitzgerald Kennedy (1917-1963), président américain né à Brookline ainsi que sa sœur Eunice Kennedy Shriver (1921-2009).
- Tony Levin (1946-), bassiste, a grandi à Brookline.
- Steven Levitsky (1968-), politologue américain, y est né et y réside.
- Amy Lowell, (1874-1925) poétesse américaine appartenant à l'école imagiste de Brookline.
- Claude Monteux, (1920-2013), flûtiste et chef d'orchestre, y est né.
- Conan O'Brien (1963-), humoriste américain, y est né.
- William A. Wellman (1896-1975), réalisateur né à Brookline.
- Henry Ives Cobb (1859-1931), architecte né à Brookline.
- Minnie Rutherford Fuller (1868-1946), morte à Brookline.
- Mike Wallace (journaliste) (1918-2012), est né à Brookline.

## Jumelages
- Quezalguaque (Nicaragua)